# Muhammad Ali
Muhammad Ali-Haj, nascido Cassius Marcellus Clay Jr. (Louisville, 17 de janeiro de 1942 – Scottsdale, 3 de junho de 2016), foi um desportista pugilista estadunidense. É considerado um dos melhores da história do esporte, eleito "O Desportista do Século" pela revista estadunidense Sports Illustrated em 1999.

## Biografia

### Infância e carreira amadora
Cassius Marcellus Clay, Jr., nasceu em 17 de janeiro de 1942 em Louisville, Kentucky, Estados Unidos. O mais velho de dois irmãos, tinha o mesmo nome do pai, Cassius Marcellus Clay, Sr., que fora nomeado em homenagem ao político abolicionista homônimo e era pintor de outdoors. Sua mãe, Odessa O'Grady Clay, era empregada doméstica. Cassius Sr. era metodista, mas aceitou que Odessa convertesse Cassius Jr. e seu irmão Rudolph "Rudy" Clay (depois renomeado Rahman Ali) à Igreja Batista. Era descendente de escravos afro-americanos do sul estadunidense e também de irlandeses e ingleses.
Clay teve seu primeiro contato com o boxe por intermédio do chefe de polícia e técnico de boxe Joe E. Martin, em Louisville, que o encontrou com 12 anos batendo em um ladrão que estava roubando sua bicicleta. Disse ao oficial que estava fazendo "whup" no ladrão. O oficial lhe disse para aprender boxe. Nos seus últimos quatro anos de carreira amadora, Clay tinha treinado com Chuck Bodak.
Clay ganhou seis títulos Golden Gloves de Kentucky, dois títulos Golden Gloves nacionais e o título nacional do Amateur Athletic Union, e a medalha de ouro do Meio-Pesado nas Olimpíadas de Verão de 1960, em Roma. Conquistou o título mundial de campeão dos pesos-pesados, ao derrotar Sonny Liston em 1964. Perdeu o título mundial em 1967 e foi proibido de atuar por três anos e meio por ter se recusado a lutar no Vietnã. Recuperou o posto ao ser reabilitado, mas logo perdeu para Joe Frazier. Ganhou de novo o título em 1974 ao vencer George Foreman em luta realizada no Zaire (retratada no documentário "Quando éramos Reis" e no filme "Ali"), perdeu-o em 1978 para Leon Spinks e em seguida retomou-o de Spinks. Retirou-se do boxe quando ainda era campeão.

#### The Super Fight
Embora banido de lutas sancionadas, Ali liquidou um processo de US$ 1 milhão contra o produtor de rádio Murray Woroner aceitando US$ 10 000 para aparecer em uma luta privada de fantasia encenada contra o campeão aposentado Rocky Marciano. Em 1969, os boxeadores foram filmados lutando por cerca de 75 rodadas de um minuto; eles produziram vários resultados potenciais. Um programa de computador supostamente determinou o vencedor, com base em dados sobre os lutadores, juntamente com as opiniões de aproximadamente 250 especialistas em boxe. Versões editadas da luta foram exibidas nos cinemas em 1970. Na versão norte-americana Ali perdeu no nocaute simulado no 13º round, mas na versão europeia Marciano perdeu por cortes, também simulados. Ali sugeriu que o preconceito determinou sua derrota na versão norte-americana. Ele teria dito, brincando: "Esse computador foi feito no Alabama".
No entanto, esta aposentadoria foi de curta duração; Ali anunciou seu retorno para enfrentar o novo campeão mundial Larry Holmes na disputa pelo cinturão em uma tentativa de ganhar o campeonato de pesos-pesados uma quarta vez sem precedentes. A luta foi motivada pela necessidade de dinheiro de Ali, que recebeu 8 milhões de dólares, o maior cachê da História do esporte até então. O escritor de boxe Richie Giachetti disse: "Larry não queria lutar contra Ali. Ele sabia que Ali não tinha nada, sabia que seria um horror." A luta ocorreu em 2 de outubro de 1980, com Holmes facilmente dominando Ali, que estava enfraquecido pela medicação para a tireoide que tinha tomado para perder peso. Giachetti chamou a luta de "Terrível … o pior evento esportivo que já tive que cobrir." O ator Sylvester Stallone, que estava assistindo a luta na primeira fila ao lado do ringue, disse que “Foi como assistir a autópsia de um homem que ainda estava vivo.” O treinador de Ali, Angelo Dundee, finalmente parou a luta no intervalo após o 11° assalto, a única luta que Ali perdeu por nocaute. O nocaute técnico marcou o fim do prestígio de Ali.
Apesar das súplicas para se aposentar definitivamente, Ali lutou uma última vez em 11 de dezembro de 1981, em Nassau, Bahamas, contra Trevor Berbick, perdendo por pontos numa decisão de 10 assaltos. Ali foi o único boxeador que até hoje suportou 12 assaltos com o maxilar quebrado (luta com Ken Norton, em 1973).[carece de fontes?]

### Convicções religiosas e posições políticas
Converteu-se ao Islamismo (mudando de nome para Muhammad Ali-Haj) e lutou contra o racismo.
Ali dizia que a primeira vez em que ouviu falar da Nation of Islam foi quando estava competindo pelas Golden Gloves em Chicago, em 1959. Foi à sua primeira reunião na Nation of Islam em 1961. Continuou a frequentar as reuniões, mas manteve esse envolvimento fora do conhecimento do público. Em 1962, encontrou-se com Malcolm X, que viria a se tornar seu mentor espiritual e político. Na época de sua primeira luta com Liston, membros da Nation of Islam, incluindo Malcolm X, eram vistos em seu entourage. Isso levou a uma reportagem do Miami Herald, publicada pouco antes da luta, revelando que ele havia aderido à Nation of Islam, o que quase levou a luta a ser cancelada.

Muhammad Ali pode ser considerado o primeiro esportista a aliar esporte e política. Exemplo disso foi seu desempenho antes da luta com George Foreman no Zaire. Ali utilizou todo seu conhecimento do pan-africanismo para se colocar como o lutador da África, enquanto Foreman ficou como símbolo da alienação negra estadunidense, episódio este retratado no filme "Quando Éramos Reis", de 1974. Ali entrou para história da década de 1960, quando se negou a lutar na Guerra do Vietnã. "Nenhum vietcongue me chamou de crioulo, porque eu lutaria contra ele?". Em 1967, juntamente com Martin Luther King (de quem era amigo), esteve em Louisville para apoiar a luta da população local por moradia, quando declarou:
"Por que me pedem para vestir um uniforme e me deslocar 10 000 milhas para lançar bombas e balas no povo marrom do Vietnam, enquanto os negros de Louisville são tratados como cachorros, sendo-lhes negados os mais elementares direitos humanos? Não, não vou viajar 10 000 milhas para ajudar a assassinar e queimar outra nação pobre para que simplesmente continue a dominação dos senhores brancos sobre os povos de cor mais escura mundo afora. É hora de tais males chegarem ao fim.
Fui avisado de que essa atitude me custaria milhões de dólares. Mas eu já disse isso uma vez e vou dizer de novo. O inimigo real do meu povo está aqui. Não vou desgraçar minha religião, meu povo ou a mim mesmo tornando-me um instrumento para escravizar aqueles que estão lutando por justiça, liberdade e igualdade…
Se eu pensasse que a guerra traria liberdade e igualdade a 22 milhões de pessoas do meu povo, eles não precisariam me obrigar, eu me juntaria a eles amanhã mesmo. Não tenho nada a perder por sustentar minhas crenças. Então, vou para a prisão, e daí? Nós estivemos na prisão por 400 anos."

### Monitoramento pela NSA
Em uma operação secreta denominada "Projeto MINARET", a National Security Agency (NSA) monitorou as comunicações de várias personalidades estadunidenses, incluindo Ali, os senadores Frank Church e Howard Baker, Dr. Martin Luther King, Jr., além de jornalistas proeminentes e outros que criticavam as ações dos Estados Unidos no Vietnã. A falta de supervisão judicial do programa de espionagem levou até mesmo a própria NSA a concluir que Minarete era "desonroso, senão totalmente ilegal".

### Últimos anos

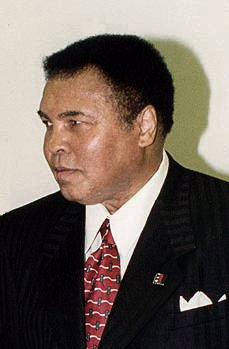
Muhammad Ali

Nos últimos anos de vida, Muhammad Ali teve a doença de Parkinson, diagnosticada no início da década de 1980. Em 2010, foi a Israel para tratar a doença. O trabalho foi feito com células-tronco adultas. Os testes até então realizados com ratos tiveram sucesso, mas sua eficácia em seres humanos ainda será testada.
Em 2001, Will Smith interpretou Muhammad Ali no filme Ali.
Em 2002, Ali recebeu uma estrela na Calçada da Fama, mas, a seu pedido, ela foi instalada na parede de um teatro, em vez de no chão. Segundo declarou em frente ao então Teatro Kodak (atual Teatro Dolby), não queria que sua estrela ficasse na calçada "para ninguém pisar nela", citando o profeta Muhammad.
Por diversas vezes, anunciou-se a luta entre Ali, o campeão mundial dos profissionais, contra o cubano Teófilo Stevenson, campeão mundial dos amadores e campeão olímpico, mas, devido a problemas técnicos e políticos, essa luta jamais ocorreu.
Em 2010, Muhammad junto com a cantora Christina Aguilera fizeram a propaganda em prol das vítimas do terremoto que destruiu o Haiti.

### Morte
Muhammad Ali morreu nos Estados Unidos, aos 74 anos, no dia 3 de junho de 2016, vítima de uma doença degenerativa. Estava internado com graves problemas respiratórios em um hospital de Phoenix, cidade onde vivia, quando sua morte foi declarada. A família divulgou nota à imprensa que dizia que "depois de uma batalha de 32 anos contra o mal de Parkinson, Muhammad Ali se foi aos 74 anos".
Em 4 de junho de 2016, um porta-voz da família informou, em entrevista coletiva, que Muhammad Ali morreu por conta de um choque séptico devido a causas naturais não especificadas.

#### Repercussão
Nos Estados Unidos, Dave Zirin, autor de um livro sobre Ali – "What’s My Name, Fool? Sports and Resistance in the United States" – e editor de esportes da revista The Nation, acompanhou o funeral de Ali em Louisville, ocasião em que declarou que:
"Este funeral é, em vários aspectos, o último ato de resistência de Muhammad Ali, porque faz o país se juntar para honrar o mais famoso muçulmano do mundo, no momento em que um candidato presidencial concorre com um programa marcado por um bigotismo abjeto contra o povo muçulmano, e o outro candidato é alguém que orgulhosamente tem apoiado as guerras no Oriente Médio."
No mesmo dia 4 de junho, Zirin também publicou um artigo no The Nation intitulado "'I Just Wanted to Be Free': The Radical Reverberations of Muhammad Ali".

#### Funeral
O funeral do boxeador foi dividido em duas partes. Em 9 de junho de 2016, uma cerimônia islâmica tradicional foi realizada, com orações em árabe e marcada por discursos que destacaram a trajetória política e social de Ali. Cerca de 15 mil pessoas participaram do Jenazah (funeral, em árabe), realizado também em Louisville.
Em 10 de junho de 2016, na segunda parte de seu funeral, o atleta foi sepultado no Cave Hill Cemetery. Antes de seu sepultamento, foi realizado um cortejo fúnebre pelas ruas de Louisville, que terminou no cemitério; lá, uma cerimônia privada para a família foi realizada. Entre os escolhidos para carregar o caixão estavam os lutadores Lennox Lewis, George Foreman e Mike Tyson, além do ator Will Smith. Um evento público, com a presença de cerca de 20 mil pessoas foi realizado à tarde, no centro de Louisville.
O cortejo foi realizado por cerca de 90 minutos. O carro fúnebre, acompanhado por limusines com familiares e convidados, percorreram os locais mais importantes da cidade para a carreira do lutador. Foi um trajeto de cerca de 30 quilômetros acompanhado por milhares de pessoas. O único ponto de parada foi em frente ao Ali Center, um memorial do atleta. Em todas as ruas, centenas de pessoas levaram cadeiras de praia e guarda-sóis para aguardar a passagem do cortejo.
Um dos momentos mais marcantes do cortejo foi a passagem pela rua onde Ali cresceu. Uma multidão se formou nos dois lados da Grand Avenue e gritava “Ali, Ali, Ali”. Outros corriam atrás do carro, apenas para tocá-lo ou beijá-lo.
Cada carro que integrou o cortejo trazia desenhos de borboletas no vidro dianteiro, em referência à maneira como o próprio Ali descrevia seu estilo de lutar:
| “ | Flutuar como uma borboleta e picar como uma abelha. | ” |

## Principais lutas
| 56 Vitórias (37 nocautes, 19 decisões), 5 Derrotas (4 decisões, 1 TKO), 0 Empates |                     |                       |                |                         |                    |                               | |
| Resultado                                                                         | Oponente            | Método                | Round, Duração | Data                    | Idade              | 'Local                        | Notas |
| Derrota                                                                           | Trevor Berbick      | Decisão (unânime)     | 10 (10)        | 11 de dezembro de 1981  | 39 anos , 328 dias | Nassau, Bahamas               | "Drama nas Bahamas" |
| Derrota                                                                           | Larry Holmes        | TKO (Corner Stoppage) | 10 (15)        | 2 de outubro de 1980    | 38 anos , 259 dias | Las Vegas, NV                 | Perdeu os títulos Mundial dos Pesos-Pesados da The Ring e da WBC. |
| Vitória                                                                           | Leon Spinks         | Decisão (unânime)     | 15 (15)        | 15 de setembro de 1978  | 36 anos , 241 dias | Nova Orleans, LA              | Ganhou os títulos Mundial dos Pesos-Pesados da The Ring e da WBA; Vago o título da WBA em 06/09/1979.                                                                 |
| Derrota                                                                           | Leon Spinks         | Decisão (ferimento)   | 15 (15)        | 15 de fevereiro de 1978 | 36 anos , 29 dias  | Las Vegas, NV                 | Perdeu os títulos Mundial dos Pesos-Pesados da The Ring, da WBC e da WBA.                                                                                             |
| Vitória                                                                           | Earnie Shavers      | Decisão (unânime)     | 15 (15)        | 29 de setembro de 1977  | 35 anos , 255 dias | Nova Iorque, NY               | Mantém os títulos Mundial dos Pesos-Pesados da The Ring, da WBC e da WBA.                                                                                             |
| Vitória                                                                           | Alfredo Evangelista | Decisão (unânime)     | 15 (15)        | 16 de maio de 1977      | 35 anos , 119 dias | Landover, MD                  | Mantém os títulos Mundial dos Pesos-Pesados da The Ring, da WBC e da WBA.                                                                                             |
| Vitória                                                                           | Ken Norton          | Decisão (unânime)     | 15 (15)        | 28 de setembro de 1976  | 34 anos , 255 dias | Bronx, Nova Iorque            | Mantém os títulos Mundial dos Pesos-Pesados da The Ring, da WBC e da WBA.                                                                                             |
| Vitória                                                                           | Richard Dunn        | TKO                   | 5 (15)         | 24 de maio de 1976      | 34 anos , 128 dias | Munique, Alemanha Ocidental   | Mantêm o título Mundial dos Pesos-Pesados da The Ring, da WBC e da WBA.                                                                                               |
| Vitória                                                                           | Jimmy Young         | Decisão (unânime)     | 15 (15)        | 30 de abril de 1976     | 34 anos , 104 dias | Landover, MD                  | Mantém os títulos Mundial dos Pesos-Pesados da The Ring, da WBC e da WBA.                                                                                             |
| Vitória                                                                           | Jean-Pierre Coopman | KO                    | 5 (15)         | 20 de fevereiro de 1976 | 34 anos , 34 dias  | San Juan, Porto Rico          | Mantém os títulos Mundial dos Pesos-Pesados da The Ring, da WBC e da WBA.                                                                                             |
| Vitória                                                                           | Joe Frazier         | TKO                   | 14 (15), 0:59  | 1 de outubro de 1975    | 33 anos , 257 dias | Quezon, Filipinas             | "The Thrilla in Manila"; Mantém os títulos Mundial dos Pesos-Pesados da The Ring, da WBC e da WBA.                                                                    |
| Vitória                                                                           | Joe Bugner          | Decisão (unânime)     | 15 (15)        | 30 de junho de 1975     | 33 anos , 164 dias | Kuala Lumpur, Malásia         | Mantém os títulos Mundial dos Pesos-Pesados da The Ring, da WBC e da WBA.                                                                                             |
| Vitória                                                                           | Ron Lyle            | TKO                   | 11 (15)        | 16 de maio de 1975      | 33 anos , 119 dias | Las Vegas, NV                 | Mantém os títulos Mundial dos Pesos-Pesados da The Ring, da WBC e daWBA.                                                                                              |
| Vitória                                                                           | Chuck Wepner        | TKO                   | 15 (15), 2:41  | 24 de março de 1975     | 33 anos , 66 dias  | Richfield, OH                 | Mantém os títulos Mundial dos Pesos-Pesados da The Ring, da WBC e da WBA.                                                                                             |
| Vitória                                                                           | George Foreman      | KO                    | 8 (15), 2:58   | 30 de outubro de 1974   | 32 anos , 286 dias | Kinshasa, Zaire               | "The Rumble in the Jungle"; Ganhou os títulos Mundial dos Pesos-Pesados da The Ring, da WBC e da WBA.                                                                 |
| Vitória                                                                           | Joe Frazier         | Decisão (unânime)     | 12 (12)        | 28 de janeiro de 1974   | 32 anos , 11 dias  | Nova Iorque, NY               | Mantém o título Mundial dos Pesos-Pesados da NABF; Título vago mais tarde, em 1974.                                                                                   |
| Vitória                                                                           | Rudi Lubbers        | Decisão (unânime)     | 12 (12)        | 20 de outubro de 1973   | 31 anos , 276 dias | Jacarta, Indonésia            | |
| Vitória                                                                           | Ken Norton          | Decisão (ferimento)   | 12 (12)        | 10 de setembro de 1973  | 31 anos , 236 dias | Inglewood, CA                 | Ganhou o título Mundial dos Pesos-Pesados da NABF. |
| Derrota                                                                           | Ken Norton          | Decisão (ferimento)   | 12 (12)        | 31 de março de 1973     | 31 anos , 73 dias  | San Diego, CA                 | Perdeu o título Mundial dos Pesos-Pesados da NABF. |
| Vitória                                                                           | Joe Bugner          | Decisão (unânime)     | 12 (12)        | 14 de fevereiro de 1973 | 31 anos , 28 dias  | Las Vegas, NV                 | |
| Vitória                                                                           | Bob Foster          | KO                    | 8 (12), 0:40   | 21 de novembro de 1972  | 30 anos , 309 dias | Stateline, NV                 | Mantém o título Mundial dos Pesos-Pesados da NABF. |
| Vitória                                                                           | Floyd Patterson     | TKO                   | 7 (12)         | 20 de setembro de 1972  | 30 anos , 247 dias | New York City, NY             | Mantém o título Mundial dos Pesos-Pesados da NABF. |
| Vitória                                                                           | Alvin Lewis         | TKO                   | 11 (12), 1:15  | 19 de julho de 1972     | 30 anos , 184 dias | Dublin, Irlanda               | |
| Vitória                                                                           | Jerry Quarry        | TKO                   | 7 (12), 0:19   | 27 de junho de 1972     | 30 anos , 162 dias | Las Vegas, NV                 | Mantém o título Mundial dos Pesos-Pesados da NABF. |
| Vitória                                                                           | George Chuvalo      | Decisão (unânime)     | 12 (12)        | 1 de maio de 1972       | 30 anos , 105 dias | Vancouver, Canada             | Mantém o título Mundial dos Pesos-Pesados da NABF. |
| Vitória                                                                           | Mac Foster          | Decisão (unânime)     | 15 (15)        | 1 de abril de 1972      | 30 anos , 75 dias  | Tóquio, Japão                 | |
| Vitória                                                                           | Jürgen Blin         | KO                    | 7 (12), 2:12   | 26 de dezembro de 1971  | 29 anos , 343 dias | Zurique, Suíça                | |
| Vitória                                                                           | Buster Mathis       | Decisão (unânime)     | 12 (12)        | 17 de novembro de 1971  | 29 anos , 304 dias | Houston, TX                   | Mantém o título Mundial dos Pesos-Pesados da NABF. |
| Vitória                                                                           | Jimmy Ellis         | TKO                   | 12 (12), 2:10  | 26 de julho de 1971     | 29 anos , 190 dias | Houston, TX                   | Ganhou o título vago de Mundial dos Pesos-Pesados da NABF. |
| Derrota                                                                           | Joe Frazier         | Decisão (unânime)     | 15 (15)        | 8 de março de 1971      | 29 anos , 50 dias  | New York City, NY             | "The Fight of the Century"; Perdeu o título Mundial dos Pesos-Pesados da The Ring. Disputa pelos títulos Mundial dos Pesos-Pesados da WBA e da WBC World Heavyweight. |
| Vitória                                                                           | Oscar Bonavena      | TKO                   | 15 (15), 2:03  | 7 de dezembro de 1970   | 28 anos , 324 dias | New York City, NY             | Mantém o título Mundial dos Pesos-Pesados da The Ring. |
| Vitória                                                                           | Jerry Quarry        | TKO                   | 3 (15)         | 26 de outubro de 1970   | 28 anos , 282 dias | Atlanta, GA                   | Mantém o título Mundial dos Pesos-Pesados da The Ring. |
| Vitória                                                                           | Zora Folley         | KO                    | 7 (15), 1:48   | 22 de março de 1967     | 25 anos , 64 dias  | Nova Iorque, NY               | Mantém o título Mundial dos Pesos-Pesados da The Ring, da WBC e da WBA; Despojado dos títulos em 28/04/1967.                                                          |
| Vitória                                                                           | Ernie Terrell       | Decisão (unânime)     | 15 (15)        | 6 de fevereiro de 1967  | 25 anos , 20 dias  | Houston, TX                   | Mantém o título Mundial dos Pesos-Pesados da The Ring, da WBC e ganhou o título Mundial dos Pesos-Pesados da WBA.                                                     |
| Vitória                                                                           | Cleveland Williams  | TKO                   | 3 (15)         | 14 de novembro de 1966  | 24 anos , 301 dias | Houston, TX                   | Mantém os títulos Mundial dos Pesos-Pesados da The Ring e da WBC. |
| Vitória                                                                           | Karl Mildenberger   | TKO                   | 12 (15)        | 10 de setembro de 1966  | 24 anos , 236 dias | Frankfurt, Alemanha Ocidental | Mantém os títulos Mundial dos Pesos-Pesados da The Ring e da WBC. |
| Vitória                                                                           | Brian London        | KO                    | 3 (15)         | 6 de agosto de 1966     | 24 anos , 201 dias | Londres, Inglaterra           | Mantém o título Mundial dos Pesos-Pesados da The Ring e da WBC. |
| Vitória                                                                           | Henry Cooper        | TKO                   | 6 (15), 1:38   | 21 de maio de 1966      | 24 anos , 124 dias | Londres, Inglaterra           | Mantém os títulos Mundial dos Pesos-Pesados da The Ring e da WBC. |
| Vitória                                                                           | George Chuvalo      | Decisão (unânime)     | 15 (15)        | 29 de março de 1966     | 24 anos , 71 dias  | Toronto, Canada               | Mantém o título Mundial dos Pesos-Pesados da The Ring e da WBC. |
| Vitória                                                                           | Floyd Patterson     | TKO                   | 12 (15), 2:18  | 22 de novembro de 1965  | 23 anos , 309 dias | Las Vegas, NV                 | Mantém os títulos Mundial dos Pesos-Pesados da The Ring e da WBC. |
| Vitória                                                                           | Sonny Liston        | KO                    | 1 (15), 2:12   | 25 de maio de 1965      | 23 anos , 128 dias | Lewiston, ME                  | Mantém os títulos Mundial dos Pesos-Pesados da The Ring e da WBC. |
| Vitória                                                                           | Sonny Liston        | TKO                   | 7 (15)         | 25 de fevereiro de 1964 | 22 anos , 39 dias  | Miami, FL                     | Ganhou os títulos Mundial dos Pesos-Pesados da The Ring, da WBA e da WBC; Despojado do título da WBA em 19/06/1964.                                                   |
| Vitória                                                                           | Henry Cooper        | TKO                   | 5 (10), 2:15   | 18 de junho de 1963     | 21 anos , 152 dias | Londres, Inglaterra           | |
| Vitória                                                                           | Doug Jones          | Decisão (unânime)     | 10 (10)        | 13 de março de 1963     | 21 anos , 55 dias  | New York City, NY             | |
| Vitória                                                                           | Charley Powell      | KO                    | 3, 2:04        | 24 de janeiro de 1963   | 21 anos , 7 dias   | Pittsburgh, PA                | |
| Vitória                                                                           | Archie Moore        | TKO                   | 4 (10), 1:35   | 15 de novembro de 1962  | 20 anos , 302 dias | Los Angeles, CA               | |
| Vitória                                                                           | Alejandro Lavorante | KO                    | 5 (10), 1:48   | 20 de julho de 1962     | 20 anos , 184 dias | Los Angeles, CA               | |
| Vitória                                                                           | Billy Daniels       | TKO                   | 7 (10), 2:21   | 19 de maio de 1962      | 20 anos , 122 dias | New York City, NY             | |
| Vitória                                                                           | George Logan        | TKO                   | 4 (10), 1:34   | 23 de abril de 1962     | 20 anos , 96 dias  | New York City, NY             | |
| Vitória                                                                           | Don Warner          | TKO                   | 4, 0:34        | 28 de março de 1962     | 20 anos , 70 dias  | Miami Beach, FL               | |
| Vitória                                                                           | Sonny Banks         | TKO                   | 4 (10), 0:26   | 10 de fevereiro de 1962 | 20 anos , 24 dias  | New York City, NY             | |
| Vitória                                                                           | Willi Besmanoff     | TKO                   | 7 (10), 1:55   | 29 de novembro de 1961  | 19 anos , 316 dias | Louisville, KY                | |
| Vitória                                                                           | Alex Miteff         | TKO                   | 6 (10), 1:45   | 7 de outubro de 1961    | 19 anos , 263 dias | Louisville, KY                | |
| Vitória                                                                           | Alonzo Johnson      | Decisão (unânime)     | 10 (10)        | 22 de julho de 1961     | 19 anos , 186 dias | Louisville, KY                | |
| Vitória                                                                           | Duke Sabedong       | Decisão (unânime)     | 10 (10)        | 26 de junho de 1961     | 19 anos , 160 dias | Las Vegas, NV                 | |
| Vitória                                                                           | LaMar Clark         | KO                    | 2 (10), 1:27   | 19 de abril de 1961     | 19 anos , 92 dias  | Louisville, KY                | |
| Vitória                                                                           | Donnie Fleeman      | TKO                   | 7 (8)          | 21 de fevereiro de 1961 | 19 anos , 35 dias  | Miami Beach, FL               | |
| Vitória                                                                           | Jim Robinson        | KO                    | 1 (8), 1:34    | 7 de fevereiro de 1961  | 19 anos , 21 dias  | Miami Beach, FL               | |
| Vitória                                                                           | Tony Esperti        | TKO                   | 3 (8), 1:30    | 17 de janeiro de 1961   | 19 anos , 0 dias   | Miami, FL                     | |
| Vitória                                                                           | Herb Siler          | KO                    | 4 (8)          | 27 de dezembro de 1960  | 18 anos , 345 dias | Miami, FL                     | |
| Vitória                                                                           | Tunney Hunsaker     | Decisão (unânime)     | 6 (6)          | 29 de outubro de 1960   | 18 anos , 286 dias | Louisville, KY                | |

| Prêmios                       | Prêmios                                       | Prêmios                              |
| ----------------------------- | --------------------------------------------- | ------------------------------------ |
| Precedido por Nenhum          | United Press International Atleta do Ano 1974 | Sucedido por João Carlos de Oliveira |
| Precedido por O.J. Simpson    | Ganhador do Hickok Belt 1974                  | Sucedido por Pete Rose               |
| Jogos Olímpicos de Verão      |                                               |                                      |
| Precedido por Antonio Rebollo | Acendedor da Pira Olímpica Atlanta 1996       | Sucedido por Cathy Freeman           |

## Prêmios
Em 1997, Muhammad Ali venceu o prêmio Arthur Ashe Courage Award. Em 2005, foi condecorado com a Medalha Presidencial da Liberdade. Em 2024, entrou para o WWE Hall of Fame (classe de 2024)

## Carreira Musical
Ali gravou 2 álbuns musicais. O primeiro, I Am the Greatest, de 1963, foi indicado ao Prêmio Grammy na categoria Best Comedy Album. E o segundo, The Adventures of Ali and His Gang vs. Mr. Tooth Decay, foi indicado, também foi indicado ao Prêmio Grammy, mas na categoria Best Album for Children.

### Discografia
- 1963 - I Am the Greatest
- 1976 - The Adventures of Ali and His Gang vs. Mr. Tooth Decay